# Chris Allen
Pour les articles homonymes, voir Chris Allen (hockey sur glace) et Allen.
Chris Allen était un footballeur anglais né le 18 novembre 1972 à Oxford.